# تروفیم لیسنکو
تروفیم دنیسوویچ لیسنکو (۲۹ سپتامبر ۱۸۹۸ – ۲۰ نوامبر ۱۹۷۶) برزشناس اهل شوروی و مسئول زیست‌شناسی شوروی در دورهٔ ژوزف استالین بود. لیسنکو ژنتیک مندلی را رد و از نظریه‌های دورگه‌سازی دانشمند باغبانی روس، ایوان ولادیمیروویچ میچورین حمایت کرد و آن‌ها را در یک جنبش نیرومند سیاسی-علمی که به نام لیسنکوئیسم شناخته می‌شود، به کار گرفت. تحقیقات تجربی نامتعارف او در زمینهٔ بهبود محصولات، حمایت رهبر شوروی استالین را به خود جلب کرد، به‌ویژه پس از قحطی و کمبود حاصلخیزی ناشی از اشتراکی‌سازی در مناطق بسیاری از اتحاد شوروی در اوایل دهه ۱۹۳۰. او در ۱۹۴۰ مسئول انستیتو ژنتیک آکادمی علوم شوروی شد و دکترین ضد مندلی لیسنکو در آموزش و علم شوروی با آزمودن قدرت و نفوذ سیاسی از امنیت بیشتری برخوردار شد.
لیسنکو در مزرعهٔ پدرش شروع به انجام تحقیقات و تجربیاتی کرد که نتیجهٔ آن از این قبیل بود: وی بوتهٔ نورسیده گوجه فرنگی‌ای که میوه زردرنگ می‌داد، گرفته و آن را با بوته رسیده گوجه فرنگی‌ای که میوهٔ قرمز می‌داد، پیوند می‌کرد. وقتی که پیوند می‌گرفت، تخم آن را دوباره می‌کاشت. مطابق قانون مندل این کشت فقط می‌بایست گوجه فرنگی قرمز داشته باشد، ولی او مدعی بود که بوتهٔ مزبور گوجه فرنگی‌هایی به رنگ زرد و قرمز داده است. همچنین با پیوند چاودار و گندم، اعلام داشت که گیاه جدیدی به وجود می‌آید که هر دو نوع را در خود دارد و سپس اعلام کرد قانون مندل باطل است و دستگاه توالد و تناسل موجودات زنده را انسان می‌تواند به میل خود تغییر دهد. وقتی دیگر دانشمندان ادعاهای حیرت‌آور او را شنیدند، به آزمایش پرداختند ولی نتایجی را که او اعلام کرده بود، به دست نیاوردند و آزمایش‌های لیسنکو را غیرعلمی دانستند؛ چرا که برای آزمایش‌های علمی‌اش نژادهای خالص را به کار نمی‌برد.
با این حال، حزب حاکم شوروی «تئوری لیسنکو» را صحیح می‌دانست و از آن حمایت می‌کرد؛ به‌طوری که لیسنکو لقب «کبیر» و «بزرگ» گرفت، مجسمه‌هایش در مغازه‌های هنر به فروش می‌رفت و کمونیست‌های کشورهای مختلف که خط استالین و حزب کمونیست برایشان مقدس بود، در بسیاری از کشورها به دفاع از وی پرداختند.

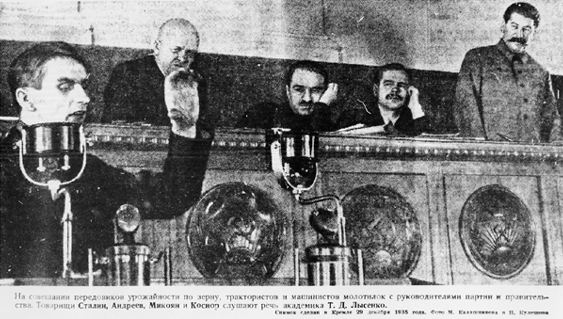
لیسنکو در حال سخنرانی در کرملین در ۱۹۳۵. در عقب از چپ استانیلاو کوسیور، آناستاس میکویان، آندری آندریف و رهبر شوروی ژوزف استالین.

## سرگذشت
تروفیم دنیسوویچ لیسنکو کارشناس کشاورزی بود و نام او نخستین بار در سال ۱۹۲۷ به دلیل کاشت زمستانهٔ نخود که ادعا می‌کرد سبب حاصلخیزتر شدن مزارع در آذربایجان می‌شود، بر سر زبان‌ها افتاد و پراودا، روزنامهٔ رسمی حزب کمونیست اتحاد شوروی در مقاله‌ای با عنوان «کشتزارها در زمستان» از وی ستایش کرد. لیسنکو پس از مدّتی کار در آذربایجان در انستیتوی ژنتیک اُدسا به کار گمارده شد. او از سال ۱۹۳۴ به بعد، ژنتیک کلاسیک را که مبتنی بر نظریهٔ کروموزمی و وراثت بود، به باد انتقاد گرفت و خود را پیرو نظریهٔ میچورین (۱۹۳۵–۱۸۵۵) دربارهٔ جهش صفات ارثی تحت تأثیر محیط خواند. در مدّت زمان کوتاهی، لیسنکو به نظریه‌پرداز رسمی «علم پرولتری زیست‌شناسی» تبدیل شد و تمام نهادهای دانشگاهی و پژوهشی شوروی را از وجود پیروان ژنتیک کلاسیک پاکسازی کرد. وی در سال ۱۹۴۸ در نشست فرهنگستان علوم کشاورزی لنین، به‌طور رسمی اعلام کرد که ژن‌ها و کروموزم‌ها وجود ندارند و ژنتیک مندلی و مورگان را علم بورژوایی خواند و نظریهٔ خود را «داروینیسم خلّاق شوروی» و «زیست‌شناسی جدید پرولتری» نامید! تحت تأثیر او کار به جایی رسید که حتی اشاره به ژن یا کروموزم می‌توانست خطر جانی داشته باشد. بدین ترتیب، برچسب ایدئالیست و بورژوا بر ژنتیک و دانشمندان این علم زده شد. نیکلای واویلف، رئیس کنگره ژنتیک در مسکو و منتقد سرسخت لیسنکو، به همراه همفکرانش پاکسازی و زندانی شدند. نیکلای واویلف، دانشمند ژنتیک، در مارس ۱۹۳۹ در مقابل فشار حزب کمونیست برای همراه شدن با نظریات لیسنکو مقاومت کرد و گفت: «ما را می‌توانید زنده زنده بسوزانید ولی نمی‌توانید مجبورمان کنید که از عقایدمان دست برداریم… انکار یک واقعیت فقط به دلیل اینکه کسی در مقام بالایی چنین تصمیمی گرفته، غیرممکن است.»
نظریهٔ لیسنکو به عنوان نظریهٔ مرجع در جنبش کمونیستی پذیرفته شد و در اتحاد جماهیر شوروی و کشورهای وابستهٔ آن، پژوهش دربارهٔ ژن و کروموزم ممنوع گشت. در آغاز دهه ۱۹۵۰، کیش شخصیت لیسنکو به اوج خود رسید. تصمیمات خودسرانه و روش‌های بی‌بنیاد او در کار اصلاح گیاهان صدمات و خسارات بزرگ و فراوانی به کشاورزی شوروی زد. پس از سقوط خروشچف، ستارهٔ بخت لیسنکو افول کرد و از سال ۱۹۶۶ به بعد، آموزش ژنتیک و زیست‌شناسی متعارف در شوروی از سر گرفته شد.
رونق کار لیسنکو در اثر عوامل گوناگونی بود. در آغاز دهه ۱۹۳۰، سیاست‌های استالین در زمینهٔ اشتراکی‌سازی اجباری کشاورزی موجب افت سطح تولیدات کشاورزی شوروی و متعاقباً قحطی شد. در چنین شرایطی رهبری حزب کمونیست شوروی هرگونه نوآوری را که به افزایش تولیدات کشاورزی منجر می‌شد، تشویق می‌کرد و از آنجا که برخی روش‌های لیسنکو در زمینهٔ پرورش تخم پنبه در شرایط سرما کارآمد به نظر می‌رسید، میدان برای یکه‌تازی او باز شد. به علاوه، باور به انتقال صفات اکتسابی تحت تأثیر محیط این توهم را پیش آورد که پس از یک یا دو نسل، انسان طراز نو سوسیالیستی به گونه‌ای طبیعی و خودبه‌خودی از طریق سازوکارهای انتقال صفات اکتسابی پدید خواهد آمد و بالاخره، پس از جنگ جهانی دوم و با آغاز جنگ سرد و رواج بینش دوقطبی که در عرصهٔ فرهنگ، ژدانف مبلغ آن بود (دو نظام، دو ایدئولوژی و دو علم) زمینهٔ مناسبی برای رواج «زیست‌شانسی پرولتری» لیسنکو پدید آمد.